# Землетрясение в Мексике (2012)
Землетрясе́ние в Ме́ксике — землетрясение с магнитудой 7,4 Mw, произошедшее 20 марта 2012 года в 12:02 по местному времени в юго-восточной части Мексики. Эпицентр землетрясения располагался около Ометепека. При небольшой глубине гипоцентра (10-20 км) землетрясение вызвало сильные толчки в штатах Герреро и Оахака, а также в районе тихоокеанской береговой линии. Значительные подземные толчки ощущались на расстоянии в сотни километров, в том числе в Мехико и Гватемале.
В результате землетрясения было разрушено около 200 домов, пострадали как минимум 11 человек, двое погибло, 2,5 миллиона человек остались на время без электричества.

## Тектоническая обстановка
Штаты Герреро и Оахака лежат на конвергентной границе, где плита Кокос погружается под Североамериканскую со скоростью 6,4 см/год. Угол падения погружающейся плиты составляет 15°, его размерность была определена механизмами очагов и гипоцентрами землетрясений. Для данной конвергентной области характерны регулярные разрушительные землетрясения, ряд исторических событий соотносится с внутренними областями погружающейся плиты.